# Alyssum nevadense
Alyssum nevadense är en korsblommig växtart som beskrevs av Alfred James Wilmott, Peter William Ball och Theodore `Ted' Robert Dudley. Alyssum nevadense ingår i släktet stenörter, och familjen korsblommiga växter. Inga underarter finns listade i Catalogue of Life.